# A Lyga 2002
La A Lyga 2002 fue la trigésima edición del torneo de fútbol más importante de Lituania que se jugó del 6 de abril al 9 de noviembre y que contó con la participación de 9 equipos.
El FBK Kaunas gana su cuarto título de liga de manera consecutiva.

## Clasificación
| Pos. | Equipo               | Pts. | PJ | G  | E  | P  | GF | GC | Dif. | Clasificación o descenso                      |
| ---- | -------------------- | ---- | -- | -- | -- | -- | -- | -- | ---- | --------------------------------------------- |
| 1    | FBK Kaunas (C)       | 78   | 32 | 24 | 6  | 2  | 85 | 20 | +65  | Primera Ronda Clasificatoria Champions League |
| 2    | Atlantas             | 67   | 32 | 20 | 7  | 5  | 58 | 23 | +35  | Ronda Clasificatoria UEFA Cup                 |
| 3    | Ekranas              | 55   | 32 | 16 | 7  | 9  | 43 | 25 | +18  | Ronda Clasificatoria UEFA Cup                 |
| 4    | Žalgiris             | 47   | 32 | 12 | 11 | 9  | 46 | 37 | +9   | Primera Ronda Intertoto Cup                   |
| 5    | Inkaras (D)          | 46   | 32 | 13 | 7  | 12 | 34 | 29 | +5   | Difunto al finalizar la temporada             |
| 6    | Sūduva               | 41   | 32 | 11 | 8  | 13 | 44 | 50 | −6   |                                               |
| 7    | Sakalas              | 34   | 32 | 8  | 10 | 14 | 30 | 56 | −26  |                                               |
| 8    | Geležinis Vilkas (D) | 18   | 32 | 4  | 6  | 22 | 26 | 75 | −49  | Playoff de Descenso                           |
| 9    | Nevėžis (D)          | 12   | 32 | 2  | 6  | 24 | 19 | 70 | −51  | Desciende a la 1 Lyga                         |

 Fuente: RSSSF.com

## Resultados
| Local \ Visitante | ATL | EKR | FBK | GEL | INK | NEV  | SAK | SŪD | ŽAL |
| ----------------- | --- | --- | --- | --- | --- | ---- | --- | --- | --- |
| Atlantas          |     | 2–1 | 0–0 | 4–0 | 3–0 | 1–0  | 4–1 | 3–1 | 1–3 |
| Ekranas           | 3–1 |     | 1–0 | 0–1 | 0–1 | 4–1  | 3–1 | 2–0 | 0–0 |
| FBK Kaunas        | 1–0 | 1–0 |     | 3–0 | 3–0 | 10–0 | 2–1 | 5–0 | 2–0 |
| Geležinis Vilkas  | 0–1 | 0–2 | 1–4 |     | 0–1 | 3–4  | 0–0 | 1–1 | 1–3 |
| Inkaras           | 0–2 | 1–0 | 0–1 | 3–1 |     | 3–0  | 0–1 | 2–0 | 0–2 |
| Nevėžis           | 1–4 | 0–2 | 0–2 | 1–2 | 0–1 |      | 0–2 | 0–2 | 0–0 |
| Sakalas           | 1–2 | 1–1 | 0–6 | 3–1 | 0–0 | 0–0  |     | 2–0 | 0–3 |
| Sūduva            | 1–4 | 1–0 | 1–5 | 1–0 | 1–1 | 2–0  | 1–1 |     | 1–1 |
| Žalgiris          | 0–1 | 1–0 | 2–2 | 2–0 | 2–1 | 1–0  | 3–1 | 3–0 |     |

| Local \ Visitante | ATL | EKR | FBK | GEL | INK | NEV | SAK | SŪD | ŽAL |
| ----------------- | --- | --- | --- | --- | --- | --- | --- | --- | --- |
| Atlantas          |     | 0–0 | 1–1 | 5–2 | 0–1 | 0–0 | 3–0 | 0–0 | 0–0 |
| Ekranas           | 1–4 |     | 2–2 | 3–1 | 2–1 | 1–0 | 0–1 | 4–1 | 0–0 |
| FBK Kaunas        | 1–1 | 0–1 |     | 4–1 | 3–0 | 5–2 | 4–1 | 4–1 | 3–0 |
| Geležinis Vilka   | 1–0 | 0–3 | 0–2 |     | 0–8 | 1–0 | 1–1 | 0–4 | 1–1 |
| Inkaras           | 1–2 | 0–0 | 0–1 | 1–0 |     | 1–0 | 1–1 | 0–0 | 2–0 |
| Nevėžis           | 1–3 | 1–3 | 1–3 | 1–1 | 0–2 |     | 0–3 | 1–0 | 0–0 |
| Sakalas           | 0–2 | 0–0 | 0–1 | 3–2 | 1–1 | 1–1 |     | 1–4 | 1–0 |
| Sūduva            | 0–1 | 0–1 | 1–1 | 4–2 | 2–0 | 2–1 | 7–1 |     | 3–1 |
| Žalgiris          | 1–3 | 2–3 | 2–3 | 2–2 | 1–1 | 5–3 | 3–0 | 2–2 |     |

## Ronda de Descenso
| Equipo 1 | Agr.     | Equipo 2         | Ida | Vuelta |
| -------- | -------- | ---------------- | --- | ------ |
| Šviesa   | 2–2 (v.) | Geležinis Vilkas | 1–0 | 1–2    |